# Gibbsenergie
De gibbsenergie of gibbsfunctie, vroeger ook Gibbs vrije energie of vrije enthalpie is een thermodynamische toestandsfunctie met symbool {\displaystyle G}, die gedefinieerd is als
{\displaystyle G=H-T\cdot S}
Hierin is {\displaystyle H} de enthalpie, en {\displaystyle S} de entropie van het systeem, en {\displaystyle T} de absolute temperatuur.
Omdat de natuurlijke variabelen van de gibbsfunctie (druk en temperatuur) twee parameters zijn die eenvoudig onder controle gehouden kunnen worden tijdens een chemische reactie, is de gibbsenergie een van de belangrijkste begrippen in de chemische thermodynamica.

## Gibbsenergie als vrije energie
In omstandigheden waar de druk {\displaystyle p} in het systeem constant is en gelijk is aan die van de omgeving, en waar de temperatuur {\displaystyle T} in het systeem gelijk constant is en gelijk aan die van de omgeving, is de verandering in gibbsenergie 
{\displaystyle {\begin{aligned}\mathrm {d} G&=\mathrm {d} (H-TS)\\&=\mathrm {d} (U+pV-TS)\\&=(\delta q+\delta w_{pV}+\delta w_{\mathrm {nuttig} })+\mathrm {d} (pV)-\mathrm {d} (TS)\\&=(-T\mathrm {d} S_{\mathrm {omg} }-p\mathrm {d} V+\delta w_{\mathrm {nuttig} })+p\mathrm {d} V-T\mathrm {d} S\\&=\delta w_{\mathrm {nuttig} }-T(\mathrm {d} S+\mathrm {d} S_{\mathrm {omg} })\end{aligned}}}
en dus geldt 
{\displaystyle T\mathrm {d} S_{\mathrm {univ} }=-\mathrm {d} G+\delta w_{\mathrm {nuttig} }}
Volgens de tweede hoofdwet is {\displaystyle \mathrm {d} S_{\mathrm {univ} }=\mathrm {d} S+\mathrm {d} S_{\mathrm {omg} }\geq 0}, zodat 
{\displaystyle \mathrm {d} G\leq \delta w_{\mathrm {nuttig} }}
In het geval van afwezigheid van 'nuttige' arbeid (alle andere arbeid dan druk-volumearbeid), geldt dus dat in omstandigheden van constante druk en temperatuur, de gibbsenergie niet kan stijgen.
{\displaystyle \mathrm {d} G\leq 0}
Spontaan (irreversibel) zal de gibbsenergie van het systeem (bij constante {\displaystyle p} en {\displaystyle T}) dalen, overeenkomstig met de stijging van de entropie van het universum. Wanneer deze entropie maximaal is, is de gibbsenergie minimaal geworden, en is een evenwichtstoestand bereikt. Bij reversibele processen blijft de entropie van het universum onveranderd, en is {\displaystyle \mathrm {d} G=0}. Niet-spontante processen ({\displaystyle \mathrm {d} G>0}) zouden een daling in de entropie van het universum betekenen, en kunnen dus niet plaatsvinden in afwezigheid van nuttige arbeid.
In geval bij een spontaan proces (bij constante {\displaystyle p} en {\displaystyle T}) nuttige arbeid wordt geleverd, is de grootte hiervan beperkt als {\displaystyle \mathrm {d} G\leq \delta w_{\mathrm {nuttig} }}. Bij reversibele omstandigheden is de geleverde arbeid maximaal ({\displaystyle \mathrm {d} G=\delta w_{\mathrm {nuttig} }^{\mathrm {max} }}). In reële processen is de geleverde nuttige arbeids steeds kleiner. 
De gibbsenergie wordt daarom 'vrije energie' genoemd. Ze is immers een maat voor de energie die vrij is voor het leveren van 'nuttige arbeid' (andere arbeid dan druk-volumearbeid) in omstandigheden van constante druk en temperatuur. Naast de gibbsenergie bestaat er ook de helmholtzenergie ({\displaystyle A} of {\displaystyle F}), die de vrije energie weergeeft in omstandigheden van constante {\displaystyle V} en {\displaystyle T}.
Een niet-spontaan proces kan wel doorgaan als er voldoende nuttige arbeid vanuit de omgeving wordt geleverd. Minstens een hoeveelheid {\displaystyle \mathrm {d} G=\delta w_{\mathrm {nuttig} }^{\mathrm {max} }} is nodig (in reële processen altijd meer) om een niet-spontaan proces toch te doen doorgaan, en zo toch te voldoen aan de tweede hoofdwet.

## Natuurlijke variabelenpenT
Het differentiëren van de gibbsfunctie levert:
{\displaystyle {\begin{aligned}\mathrm {d} G&=\mathrm {d} H-\mathrm {d} (T\cdot S)\\&=\mathrm {d} (U+p\cdot V)-\mathrm {d} (T\cdot S)\\&=\mathrm {d} U+p\mathrm {d} V+V\mathrm {d} p-T\mathrm {d} S-S\mathrm {d} T\end{aligned}}}
Gebruik makend van de fundamentele vergelijking
{\displaystyle \mathrm {d} U=T\mathrm {d} S-p\mathrm {d} V}
wordt dit:
{\displaystyle \mathrm {d} G=V\mathrm {d} p-S\mathrm {d} T}
Druk en temperatuur blijken dus de 'natuurlijke variabelen' te zijn voor de gibbsfunctie: {\displaystyle G(p,T)}. De veranderingen van de gibbsenergie kunnen het eenvoudigst beschreven worden in functie van deze natuurlijke variabelen. 
De overige toestandsvariabelen zijn dan te vinden via de partiële afgeleiden naar de natuurlijke variabelen. Wordt bovenstaande totale differentiaal immers term voor term gelijkgesteld aan de standaarduitdrukking voor {\displaystyle \mathrm {d} G(p,T)}:
{\displaystyle \mathrm {d} G(p,T)=\left({\frac {\partial G}{\partial p}}\right)_{T}\mathrm {d} p+\left({\frac {\partial G}{\partial T}}\right)_{p}\mathrm {d} T.}
dan kunnen {\displaystyle V} en {\displaystyle S} als volgt bepaald worden:
{\displaystyle V=\left({\frac {\partial G}{\partial p}}\right)_{T}}
{\displaystyle S=-\left({\frac {\partial G}{\partial T}}\right)_{p}}
hetgeen onder andere betekent, omdat de entropie altijd positief is, dat {\displaystyle G} onder constante druk en toenemende temperatuur dalend is. Ook is te zien dat de gibbsenergie van stoffen met een groot volume (bijv. gassen) veel effect ondervindt van drukveranderingen.
De enthalpie {\displaystyle H} wordt uit de gibbsenergie gevonden via de zogenaamde gibbs-helmholtzvergelijking:
{\displaystyle -{\frac {H}{T^{2}}}=\left({\frac {\partial (G/T)}{\partial T}}\right)_{p}} ofwel {\displaystyle H=\left({\frac {\partial (G/T)}{\partial (1/T)}}\right)_{p}}

## Reactiegibbsenergie
Wanneer het aantal deetjes in het systeem kan wijzigen, omdat het een open systeem is of ten gevolge van een chemische reactie, is de verandering in gibbsenergie gegeven door:
{\displaystyle \mathrm {d} G=V\mathrm {d} p-S\mathrm {d} T+\sum \mu _{i}\mathrm {d} n_{i}}
met {\displaystyle \mu } de chemische potentiaal en {\displaystyle n} de stofhoeveelheid.
Vindt er een chemische reactie plaats, dan zijn de veranderingen in stofhoeveelheid {\displaystyle \mathrm {d} n_{i}} aan elkaar verbonden via de stoichiometrie van de reactievergelijking volgens
{\displaystyle \mathrm {d} n_{i}=\nu _{i}\mathrm {d} \xi }
waarbij {\displaystyle \nu _{i}} de stoichiometrische coëfficiënt is en {\displaystyle \xi } de vorderingsgraad, zodat bij omstandigheden van constante druk en temperatuur geldt:
{\displaystyle \mathrm {d} G=\left(\sum \nu _{i}\mu _{i}\right)\mathrm {d} \xi }
De verandering in gibbsenergie bij veranderende vorderingsgraad wordt de reactiegibbsenergie {\displaystyle \Delta _{\mathrm {r} }G} genoemd.
{\displaystyle \Delta _{\mathrm {r} }G=\left({\frac {\partial G}{\partial \xi }}\right)_{p,T}}
{\displaystyle \Delta _{\mathrm {r} }G=\sum \nu _{i}\mu _{i}}
zodat algemeen:
{\displaystyle \mathrm {d} G=V\mathrm {d} p-S\mathrm {d} T+\Delta _{\mathrm {r} }G\cdot \mathrm {d} \xi }
en bij constante druk en temperatuur:
{\displaystyle \mathrm {d} G=\Delta _{\mathrm {r} }G\cdot \mathrm {d} \xi }
Gezien de gibbsenergie bij constante druk en temperatuur streeft naar een minimum, zijn processen spontaan als {\displaystyle \mathrm {d} G<0}. In bovenstaande vergelijking ziet men dat een chemische reactie spontaan (irreversibel) doorgaat van links naar rechts ({\displaystyle \mathrm {d} \xi >0}) in geval dat de reactiegibbsenergie negatief is {\displaystyle \Delta _{\mathrm {r} }G<0}. Een chemische reactie met positieve reactiegibbsenergie gaat niet spontaan door, en zal enkel kunnen doorgaan wanneer er nuttige arbeid aan het systeem wordt geleverd (bijv. in een elektrolysereactie).
Als subscript zijn naast r (algemene reactie) verschillende symbolen gebruikelijk, waaronder
- c = verbranding (combustion)
- f = vormingsreactie uit de enkelvoudige stoffen (formation)
- vap = verdamping (vaporization)
- fus = smelten (fusion)

### Relatie met reactie-enthalpie en -entropie
Via de definitie {\displaystyle G=H-TS} is ook te zien dat reactiegibbsenergie gelinkt is aan de reactie-enthalpie en reactie-entropie:
{\displaystyle {\begin{aligned}\Delta _{\mathrm {r} }G&=\left({\frac {\partial (H-TS)}{\partial \xi }}\right)_{p,T}=\left({\frac {\partial H}{\partial \xi }}\right)_{p,T}-T\left({\frac {\partial S}{\partial \xi }}\right)_{p,T}\\&=\Delta _{\mathrm {r} }H-T\Delta _{\mathrm {r} }S\end{aligned}}}
Het gevolg van de temperatuurbijdrage in {\displaystyle \Delta _{\mathrm {r} }G=\Delta _{\mathrm {r} }H-T\Delta _{\mathrm {r} }S} is dat bij hogere temperaturen de entropieterm belangrijker wordt, en kan overheersen op de enthalpiebijdrage. Dit komt tot uitdrukking in vele fysische processen om ons heen, bijvoorbeeld het smelten van  een vaste stof. Hiervoor is een hoeveelheid warmte uit de omgeving nodig: {\displaystyle H} wordt groter ({\displaystyle \Delta _{\mathrm {fus} }H>0}). Maar ook de wanorde neemt bij het smelten toe ({\displaystyle \Delta _{\mathrm {fus} }S>0}). De stof zal enkel spontaan smelten wanneer {\displaystyle \Delta _{\mathrm {fus} }G<0}, ofwel {\displaystyle T>\Delta _{\mathrm {fus} }H/\Delta _{\mathrm {fus} }S}. Er is dus een bepaalde kritische temperatuur, het smeltpunt {\displaystyle T_{\mathrm {fus} }} waar geldt dat {\displaystyle \Delta _{\mathrm {fus} }H=T_{\mathrm {fus} }\Delta _{\mathrm {fus} }S}, en dus de vaste en vloeibare fase in evenwicht zijn en smelten kan zonder dat de vrije energie van het systeem verandert. Boven de het smeltpunt is de vrije energie van de vloeistof lager dan de vrije energie van de vaste stof (dat heeft als gevolg dat de stof de voorkeur geeft aan de vloeibare fase), en onder de smelttemperatuur is de vrije energie van de vaste stof lager dan die van de vloeistof (dus is er een thermodynamische voorkeur voor de vaste fase).

### Standaardreactiegibbsenergie
Specifiek bij standaardomstandigheden, aangegeven door de superscript plimsoll o, gelden:
{\displaystyle \Delta _{\mathrm {r} }G^{\ominus }=\sum \nu _{i}\mu _{i}^{\ominus }}
en
{\displaystyle \Delta _{\mathrm {r} }G^{\ominus }=\Delta _{\mathrm {r} }H^{\ominus }-T\Delta _{\mathrm {r} }S^{\ominus }}
waarbij {\displaystyle \Delta _{\mathrm {r} }G^{\ominus }} de standaardreactiegibbsenergie genoemd wordt. Net zoals bij enthalpie en entropie worden deze standaardwaarden vaak in tabelvorm weergegeven.
Via {\displaystyle \mu =\mu ^{\ominus }+RT\ln {a}} wordt de reactiegibbsenergie geschreven als een standaardterm en een term die afhangt van de activiteiten {\displaystyle a}:
{\displaystyle {\begin{aligned}\Delta _{\mathrm {r} }G&=\sum \nu _{i}\mu _{i}\\&=\sum \nu _{i}(\mu _{i}^{\ominus }+RT\ln {a_{i}})\\&=\sum \nu _{i}\mu _{i}^{\ominus }+RT\ln {\prod a_{i}}\\\end{aligned}}}
ofwel 
{\displaystyle \Delta _{\mathrm {r} }G=\Delta _{\mathrm {r} }G^{\ominus }+RT\ln {Q}}
waarbij {\displaystyle Q} het reactiequotiënt is.

### Relatie met chemisch evenwicht
Volgens {\displaystyle \mathrm {d} G=\Delta _{\mathrm {r} }G\cdot \mathrm {d} \xi } zal een chemische reactie spontaan (irreversibel) reactieproducten vormen zolang {\displaystyle \Delta _{\mathrm {r} }G<0}. Door de veranderende stofhoeveelheden kunnen ook de activiteiten wijzigen (bijv. concentratie of partieeldruk van een reagens daalt). Hierdoor zal de waarde van {\displaystyle Q} en dus die van {\displaystyle \Delta _{\mathrm {r} }G} voortdurend wijzigen volgens {\displaystyle \Delta _{\mathrm {r} }G=\Delta _{\mathrm {r} }G^{\ominus }+RT\ln {Q}}.  
Er is in elke reactie één punt waarop {\displaystyle \Delta _{\mathrm {r} }G=0} bereikt wordt, wat overeenkomt met een maximum in entropie van het universum, en dus de evenwichtstoestand. Chemisch evenwicht wordt dus bereikt op voorwaarde dat 
{\displaystyle \sum \nu _{i}\mu _{i}=0}
ofwel
{\displaystyle \Delta _{\mathrm {r} }G^{\ominus }+RT\ln {Q}=0}
en dus wanneer
{\displaystyle Q=\exp {\frac {-\Delta _{\mathrm {r} }G^{\ominus }}{RT}}}
Deze evenwichtsvoorwaarde wordt meestal geschreven als 
{\displaystyle Q=K}
waarbij de standaard evenwichtsconstante {\displaystyle K} gedefineerd is als
{\displaystyle K=\exp {\frac {-\Delta _{\mathrm {r} }G^{\ominus }}{RT}}}
De reactiegibbsenergie kan bijgevolg ook geschreven worden in de vorm 
{\displaystyle \Delta _{\mathrm {r} }G=RT\ln {\frac {Q}{K}}}
waarin men snel ziet dat reacties bij constante druk en temperatuur spontaan kunnen doorgaan ({\displaystyle \Delta _{\mathrm {r} }G<0)} zolang {\displaystyle Q<K}, in evenwicht zijn ({\displaystyle \Delta _{\mathrm {r} }G=0)} op voorwaarde dat {\displaystyle Q=K} en niet kunnen doorgaan tenzij nuttige arbeid vanuit de omgeving geleverd wordt als {\displaystyle Q>K}.

## Geschiedenis
Voordat de formulering van de tweede wet van de thermodynamica een feit was werd ervan uitgegaan (chemisch gezien) dat alle systemen streefden naar een zo laag mogelijke energie-inhoud: een maat om dit uit te drukken was de enthalpie. Het leek een logische gedachte en deze werd ook ondersteund door vele experimenten. Bijna alle chemische reacties waren exotherme reacties waarbij er warmte vrijkwam. Warmte afgeven bleek een natuurlijk proces om de energie van het product zo laag mogelijk te krijgen en te houden. Het probleem was dat er ook spontane endotherme reacties bestonden waarbij warmte werd opgenomen. Hier bleek de logica die zo lang had standgehouden onjuist. Er was een tweede doel voor een systeem: het streven naar een zo hoog mogelijke wanorde (entropie). Deze twee vinden een evenwicht in de formule zoals die hierboven wordt genoemd.

## Analogie
| arbeidsvorm | sterktefactor        | eenheid | eenheidsfactor                 | eenheid | arbeid                | eenheid |
| ----------- | -------------------- | ------- | ------------------------------ | ------- | --------------------- | ------- |
| mechanisch  | kracht               | N = J/m | afstand                        | m       | valhoogte × gewicht   | J       |
| elektrisch  | elektrische spanning | V = J/C | hoeveelheid elektrische lading | C       | spanning × lading     | J       |
| chemisch    | reactiegibbsenergie  | J/mol   | vorderingsgraad                | mol     | ΔrG × vorderingsgraad | J       |